# Abies vejarii
Abies vejarii (ялиця Веяра, ісп. Abeto de Vejar) — вид ялиць родини соснових. Названий на честь використання листя в релігійних святах у Мексиці, зокрема на Різдво.

## Різновиди
- Abies vejarii var. macrocarpa — Мексика (Коауїла, Нуево-Леон), площа заселеності двох відомих субпопуляцій менше 10 км2. Знайдено у високих горах (2800-3300 м над рівнем моря). Статус: VU.
- Abies vejarii var. mexicana — Мексика (Коауїла, Нуево-Леон, Тамауліпас), відомий з чотирьох місць. Зустрічається зазвичай на північних схилах і в крутих ярах на висотах від 2000 м до 3000 м над рівнем моря. Статус: VU.
- Abies vejarii var. vejarii' — Мексика (Коауїла, Нуево-Леон, Тамауліпас). Зустрічається між (1900 -) 2800 м і 3300 м над рівнем моря на крутих гірських схилах поблизу вершин або в прохолодних ярах. Статус: VU.

## Поширення, екологія
Ендемік північного сходу Мексики (Коауїла, Нуево-Леон, Тамауліпас). Це високогірний вид, що росте між (1900 -) 2800 м і 3300 м над рівнем моря на крутих гірських схилах поблизу вершин або в прохолодних ярах. Ґрунти, як правило, бідні гумусом, але вологі; клімат прохолодний, з відносно сухим літом і вологою зимою. Вид зазвичай асоціюється з різними видами Pinus і з Pseudotsuga menziesii var. glauca, також з Quercus; Cupressus arizonica і Picea engelmannii subsp. mexicana (ще один ендемічний реліктовий таксон) був зареєстрований з Abies vejarii var. mexicana.

## Опис
Дерева до 40 м заввишки і 150 см в діаметрі на рівні грудей, з широко конічною або пірамідальною кроною і одним прямим стовбур з горизонтально розлогими гілками. Кора гладка, тонка, сіра, на старих дерев стає лускатою, грубою і потрісканою, сіро-коричневою. Бруньки кулясті, 2,5 × 3 мм, дуже смолисті. Листи розташовані по спіралі, 10-20 (-25) мм довжиною × 1.3-2 мм шириною, є дві великі білясті смуги знизу. Пилкові шишки бічні, кулясті, 5 мм, червонуваті. Насіннєві шишки бічні, прямостоячі, яйцевидно-довгасті з тупою або усіченою вершиною, розміром 6-12 × 4-6 см, темно-фіолетові, після дозрівання до темно-коричневого. Насіння 8-10 мм довжиною з 15 × 12 мм фіолетово-коричневими крилами.
A. vejarii subsp. mexicana має менші шишки (до 10 см), кора потріскана на невеликі квадрати.
A. vejarii subsp. vejarii var. vejarii має більші шишки (10-15 × 5-7 см).

## Використання
Цей вид рідкісний з обмеженим поширенням, отже, значення як джерела деревини незначне. Вид був введений для вирощування в США і Європі, але обмежується дендраріями та іншими колекціями рослин, незважаючи на свою привабливість та придатність особливо в регіонах з теплим літом і м'якою вологою зимою.

## Загрози та охорона
Найочевиднішою загрозою є виникнення руйнівних пожеж. Деякі поселення цього виду зустрічаються в охоронних районах, наприклад, на Серро-Потосі.